# Zinga
Pour les articles homonymes, voir Zinga (homonymie).
Zinga est une localité du sud-ouest de la République centrafricaine, située dans la commune de Mongoumba.

## Géographie

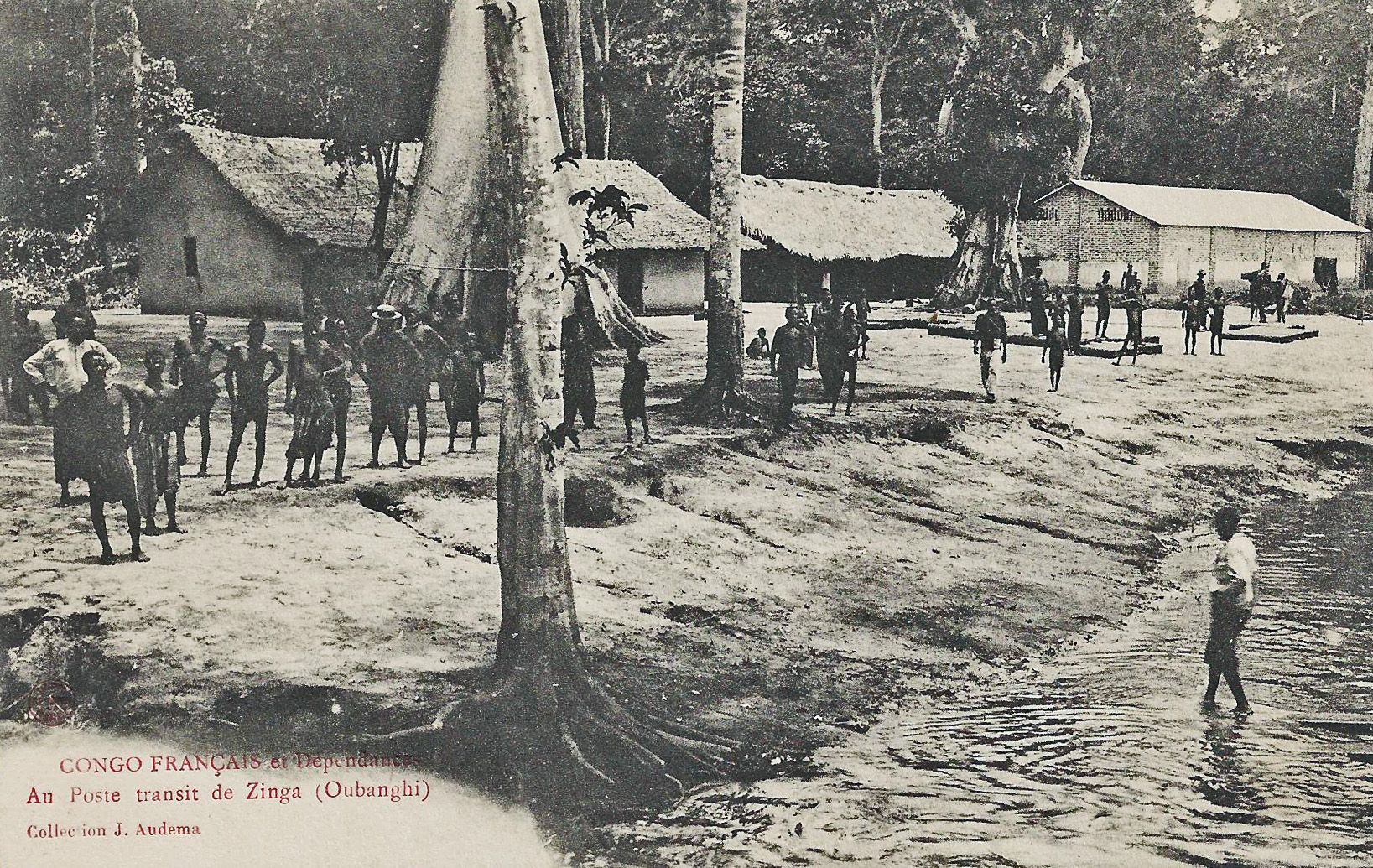
Au poste transit de Zinga, vers 1900.

Située sur la rive droite de l’Oubangui, en amont de l’embouchure de la Lobaye, le port permet d’accoster aux embarcations qui ne peuvent franchir le seuil de Zinga.

## Histoire
Les vestiges du train et des installations qui permettait au début de XXe siècle, aux marchandises de franchir les rapides en période d’étiage sont sur la liste indicative en vue d’une inscription au patrimoine mondial de l’Unesco.